# Лі Ці
Лі Ці (спрощ.: 李期; піньїнь: Lǐ Qí; 314-338) — третій імператор династії Чен періоду Шістнадцяти держав.

## Життєпис
Був четвертим сином Лі Сюна від наложниці Жань. Лі Сюн мав понад 10 синів від наложниць, але законного спадкоємця від дружини не мав, тому він вирішив оголосити своїм наступником сина покійного Лі Дана. Він мотивував таке рішення тим, що державу фактично створили Лі Те і Лі Дан. Лі Сян, дядько Лі Сюна, передбачав, що таке рішення призведе до проблем зі спадкуванням престолу, втім Лі Сюн до нього не дослухався.
334 року Лі Сюн захворів і невдовзі помер. Його сини лишились незадоволені тим, що їх обійшли у праві спадкування престолу. Тоді двоє з них — Лі Юе та Лі Ці — організували змову проти Лі Баня. Лі У (молодший брат Лі Баня), довідавшись про змову, порадив імператору негайно вислати Лі Юе й Лі Ці зі столиці, але той вирішив не робити цього до того моменту, коли буде похований їхній батько. Взимку, коли Лі Бань вночі перебував біля тіла Лі Сюна, Лі Юе вбив імператора та його старшого брата Лі Ду, після чого, сфабрикувавши едикт вдови-імператриці Жень, що звинувачував Лі Баня в злочинах, проголосив імператором Лі Ці.
Лі Ці, зійшовши на престол, надав своєму брату Лі Юе титул «Цзяннінський князь» і доручив йому державні справи. 335 року дядько вбитого Лі Баня Ло Янь вирішив убити Лі Ці й замінити його на сина Лі Баня. Змову було викрито, й Лі Ці стратив не лише Ло Яня, але й мати Лі Баня. 336 року імператор стратив свого племінника Лі Цзая за сфабрикованими звинуваченнями.
Після цього Лі Ці почав остерігатись двоюрідного брата свого батька Лі Шоу. Останній злякався, що він може бути страчений, тому під час візитів до столиці (його війська перебували у Фучені, охороняючи кордон), він доручав кому-небудь зі своїх підлеглих надіслати фальшиву доповідь щодо загрози вторгнення, щоб мати привід якомога швидше залишити столицю. 338 року він, за порадою наближених воєначальників, вирішив здійснити напад на Ченду. В разі успіху задуманого Лі Шоу мав оголосити себе васалом імперії Цзінь, незалежність від якої проголосив Лі Сюн. Лі Шоу захопив Ченду, заарештував Лі Юе та наближених чиновників Лі Ці, а також змусив останнього віддати наказ про їхню страту. Потім Лі Шоу підробив указ від імені вдови-імператриці Жень, відповідно до якого Лі Ці втратив престол і був проголошений правителем повіту Сюнду. Впавши в депресію від подібного приниження, Лі Ці невдовзі покінчив життя самогубством.

## Девіз правління
- Юйхен (玉恆) 334—338